# Гехадир
Гехадир (арм. Գեղադիր) — село в Арагацотнской области Армении.

## География
Село расположено в 59 км к северо-западу от центра марза (области) — Аштарака, на северном склоне горного массива Арагац. До 1946 г. называлось Нижняя Гёзалдара.
В 1 км на юго-запад находятся останки циклопической крепости (1-2 тыс. д.н.э.).

## Население
По данным «Сборника сведений о Кавказе» за 1880 год в селе "Гюзаль-дара Армянская" Александропольского уезда по сведениям 1873 года было 43 двора и проживало 368 армян, которые были христианами армяно-григорианского толка.

По данным Кавказского календаря на 1912 год, в селе Гезалдара Александропольского уезда проживало 900 человек, в основном армян.
| Год  | Численность | Численность |
| ---- | ----------- | ----------- |
| 1873 | 141         | [ 4 ]       |
| 1897 | 257         | [ 4 ]       |
| 1914 | 290         | [ 4 ]       |
| 1926 | 250         | [ 4 ]       |
| 1939 | 464         | [ 4 ]       |
| 1959 | 457         | [ 4 ]       |
| 1979 | 500         | [ 4 ]       |
| 1989 | 589         | [ 4 ]       |
| 2001 | 676         | [ 4 ]       |
| 2004 | 835         | [ 4 ]       |
| 2009 | 682         |             |
| 2011 | 590         | [ 5 ]       |